# Усікновення голови Іоанна Предтечі (ікона)
«Усікновення голови Іоанна Предтечі»  — ікона 2-ї половини XVI століття з Середньої Русі, що зображує сцену мученицької смерті Іоанна Хрестителя, якому за наказом тетрарха Галілеї Ірода відрубали голову. Зберігається у колекції Національного музею «Київська картинна галерея».

## Опис
На іконі зображена сцена мученицької смерті Іоанна Хрестителя, якому за наказом тетрарха Галілеї Ірода відрубали голову. У центрі композиції стоїть Іоанн Предтеча, нахилившись над печерою, в якій лежить на трикутному блюді його голова. У його позі поєднані мотиви готовності до смерті і молитовного протистояння. На обличчі Іоанна перед стратою показані страждання та напруга. Іконописець одночасно зображує момент, що передує відсіченню голови і результат страти.
Смисловим центром є відсічена голова Іоанна; його обличчя майстерно промальоване, яке виражає заспокоєність і просвітленість. Голова Іоанна, що оточена золотим німбом, чітко виділяється на чорному фоні печери. Біля краю печери зображено тонке деревце із сокирою біля кореню — символом недовговічності земного буття, участі нерозкаяних грішників, які будуть подібно безплідному дереву, зрубані і кинуті до вогню.
Інтерпретація традиційного пейзажного фону у виді гір, що піднімаються із виступами, і палаток із двома колонами і вузьким входом відповідають образній побудові ікони.

## Історія
Входила до складу святкового чину із Городця (інша ікона з цього ряду «Таємна вечеря» також зберігається у Національному музеї «Київська картинна галерея»). Розмір ікон говорить про те, що вони входили до складу великого іконостасу. Походження ікон залишається спірним. Ікони були придбані на початку ХХ століття на ярмарці в місті Городці на Волзі колекціонером Іллею Остроуховим (1858—1929). Ймовірно, раніше зберігалась у соборі міста Каргополя Олонецької губернії (нині Архангельська область), саме тому її почали називати каргопольським чином.
Зрештою, у 1912 році, була придбана колекціонеркою Варварою Ханенко (1852—1922) разом з іконою «Таємна вечеря» і до 1918 року зберігалась у зібранні Богдана і Варвари Ханенків у Києві. У 1932 році потрапила до Національного музею «Київська картинна галерея» з Музею мистецтв Всеукраїнської академії наук (ВУАН) у Києві.